# Santa María Rayón
Santa María Rayón är en stad i Mexiko, och administrativ huvudort i kommunen Rayón i delstaten Mexiko.  Samhället hade 9 540 invånare vid folkräkningen 2020.